# Tihomirovo, Stara Zagora
Tihomirovo (în bulgară Тихомирово) este un sat în comuna Radnevo, regiunea Stara Zagora,  Bulgaria. 

## Demografie
Componența etnică a satului Tihomirovo
     Bulgari (78,47%)
     Nicio identificare (21,52%)
     Altele (0%)
La recensământul din 2011, populația satului Tihomirovo era de 144 locuitori. Din punct de vedere etnic, majoritatea locuitorilor (78,47%) erau bulgari. Pentru 21,52% din locuitori nu este cunoscută apartenența etnică.